# Gomma gellano
La gomma gellano è un tipo di gomma prodotta dal batterio Sphingomonas elodea, ed ottenuta per via industriale per coltura del batterio in processi di fermentazione su larga scala.
La legislazione dell'Unione Europea ne ha permesso l'utilizzo come additivo alimentare addensante con la sigla di E418 e il suo utilizzo è stato riconfermato nel 2018.
La gomma gellano è un polimero non ramificato formato dalla ripetizione di un tetrasaccaride: glucosio-acido glucuronico-glucosio-ramnosio. Le unità monosaccaridiche possono essere ripetute fino a mezzo milione di volte.
Le catene polimeriche formano una doppia elica l'una attorno all'altra e gelificano in seguito a raffreddamento in presenza di cationi. I cationi bivalenti, come il calcio, si associano a gruppi carbonilici dei residui dell'acido glucuronico legando fra loro diverse porzioni delle catene ed originando dei gel.